# Cifuentes (Cuba)
Pour les articles homonymes, voir Cifuentes.
Cifuentes est une ville et une municipalité de Cuba dans la province de Villa Clara.

## Géographie

### Situation
La municipalité de Cifuentes est située vers le centre-ouest de l'île de Cuba, vers le centre de la province de Villa Clara, 
à 290 km (par Matanzas et la Carretera Central) ou 295 km (par l'autoroute A1 (en)) à l'est de La Havane 
et 33 km nord-ouest de sa capitale de province Santa Clara.

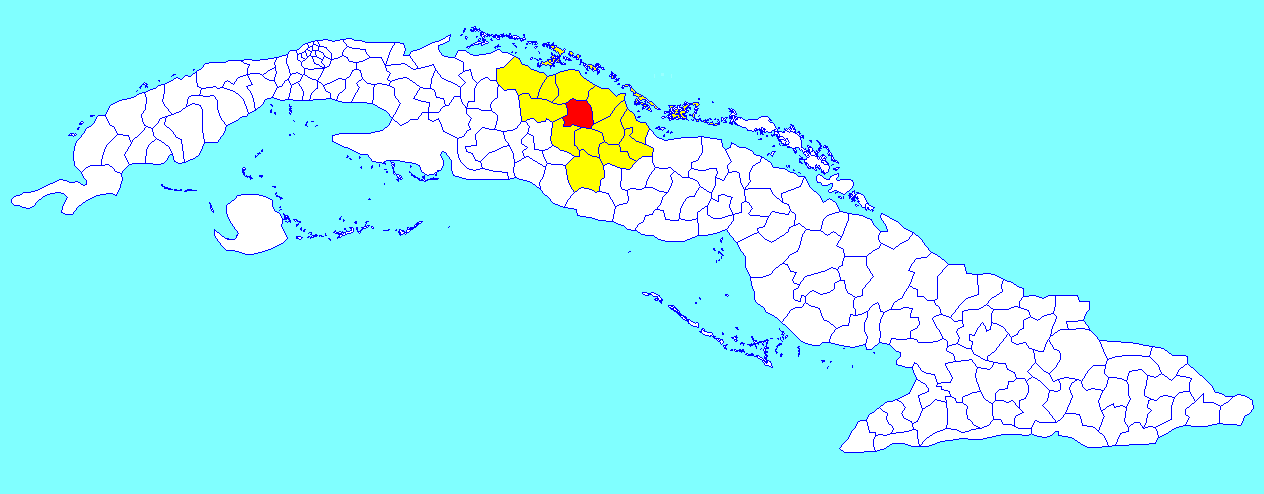
Municipalité de Cifuentes dans la province de Villa Clara

### Divisions administratives
La municipalité compte huit consejos populares :
- Cifuentes
- San Diego
- Unidad Proletaria
- Mariana Grajales
- Wilfredo Pagés
- Braulio Coroneaux
- El Vaquerito
- Mata

## Population
En 2022, la population était estimée à 26 135 habitants ; pour une surface de 415,9 km2, la densité de population est de 62,84 habitants/km².